# 超時空要塞FB7 銀河流魂 聽我唱歌吧！
「Macross FB7・銀河流魂」（マクロスFB7　銀河流魂　オレノウタヲキケ！）是「超時空要塞Macross」（超時空要塞マクロス）30周年最新作，定于2012年10月20日上映。

## 概要
- 「Macross FB7」是1994年放送的TV版「Macross 7」重制映像和2008年放送的「Macross F」完全新作映像相結合的Macross 30周年最新作，全17舘上映。

## 故事簡介
- 西曆2059年，向著銀河中心進發的馬克羅斯Frontier移民船團與宇宙生物Vajra的「Vajra戰役」持續進行中。某日，Frontier船團民間軍事會社S.M.S所屬骷髏小隊隊長奧茲馬•李与同僚鲍比·马尔格兜风时，遭遇了像鸟一样，與Vajra完全不同的未知生命体（其为超时空要塞7中的卡比爾）。

怪鸟的袭击让奥兹马的车损毁，事后奥兹马发现了一盒被鲍比称为“VHS录像带”的存储媒介。奥兹马买来专用的播放设备，在卢卡的组装下得以观看录像带的内容。录像带内记录的是馬克羅斯7船团的记录影像。

## 登場人物
雪露·諾姆（Sheryl Nome，声：遠藤綾/歌：May'n）
兰花·李（Ranka Lee，声：中島愛）
奥兹马·李（Ozma Lee，声：小西克幸）
鲍比·马尔格（Bobby Malgo，声：三宅健太）
卢卡·安傑洛（Luca Anjerony，声：福山潤）
米海尔·布朗（声：神谷浩史）
格蘭·葛兰（Klan Klang，声：丰口惠）
松浦七瀨（声：桑島法子）

## 製作組
- 原作：河森正治、Studio Nue
- 監督・脚本：アミノテツロー（網野哲郎）
- 副監督：阿保孝雄
- 作画監督：堀内修
- 人物設定：江端里沙、高橋裕一
- 「Macross 7」人設原案：美樹本晴彦
- 「Macross 7」人設：桂憲一郎
- 音響監督：三間雅文
- 音響制作：Techno Sound（日语：テクノサウンド）
- 美術監督：吉原俊一郎（美峰）
- 色彩設計：中山久美子
- 撮影監督：植田真樹
- 編集：定松剛
- 音楽制作：Flying DOG・BorderLine
- 制作：Satelight
- 製作：Big West・Macross FB7製作委員會

## 脚注
1. ↑  .   [2012-08-10]. （原始内容存档于2014-03-30）.
2. ↑  英文來自NewType的Macross F官方宣傳畫

## 外部連結
- （日語） Macross F 官方網站
  - （日語） Macross FB7 官方網站 （页面存档备份，存于）